# Endotricha borneoensis
Endotricha borneoensis is een vlinder uit de familie van de snuitmotten (Pyralidae). In 1916 publiceerde Hampson voor het eerst op geldige wijze de wetenschappelijke naam van deze soort.